# NGC 3512
NGC 3512 (другие обозначения — UGC 6128, MCG 5-26-41, ZWG 155.51, IRAS11013+2818, PGC 33432) — спиральная галактика с перемычкой (SBc) в созвездии Малый Лев.
Этот объект входит в число перечисленных в оригинальной редакции «Нового общего каталога».
В галактике вспыхнула сверхновая SN 2001fv типа II, её пиковая видимая звездная величина составила 16,4.
Галактика NGC 3512 входит в состав группы галактик NGC 3504. Помимо NGC 3512 в группу также входят NGC 3380, NGC 3400, NGC 3414, NGC 3418, NGC 3451, NGC 3504, UGC 5921 и UGC 5958.